# В'язівок (Павлоградський район)

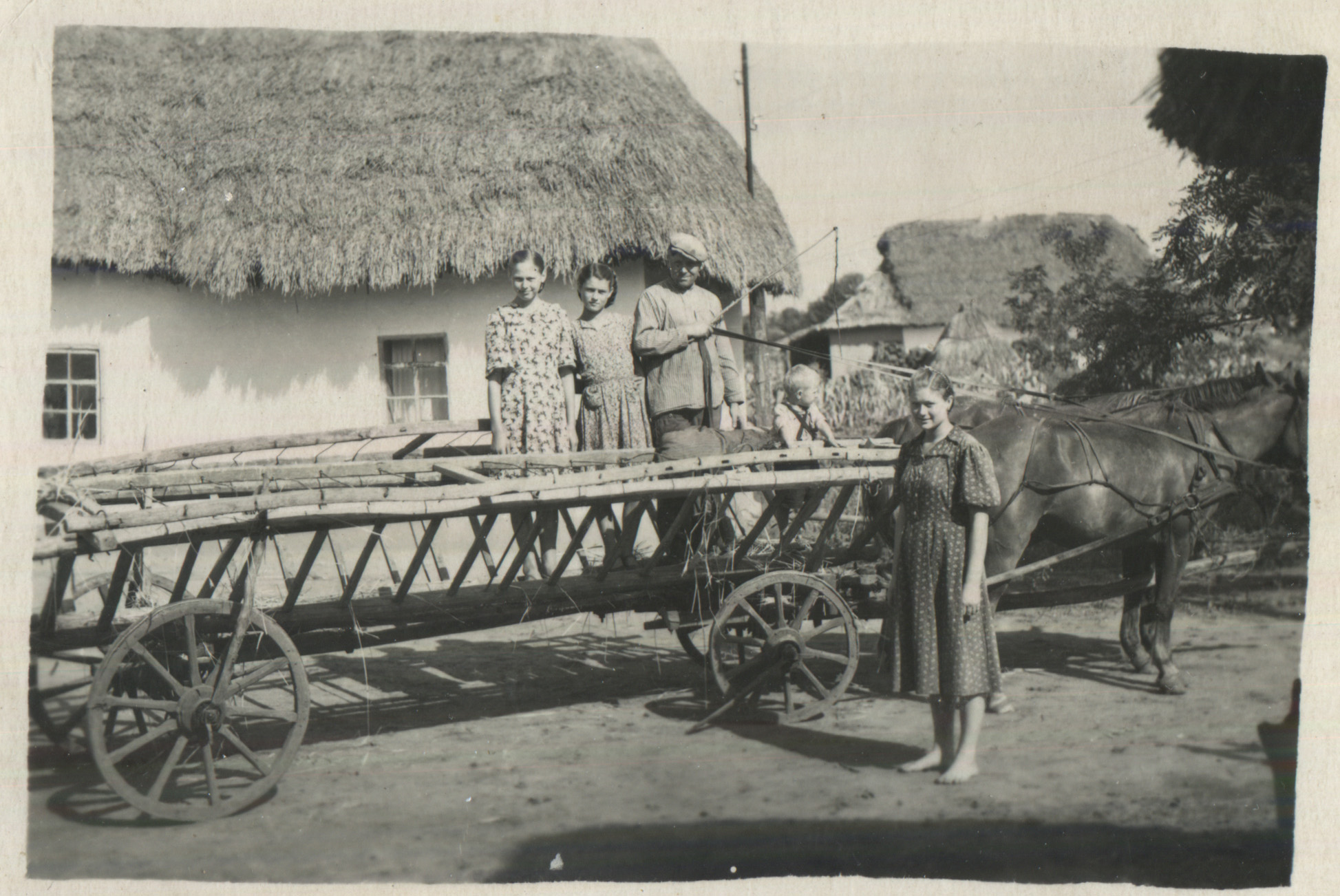
Хата та подвір'я родини Шептій у селі В'язівок. Перша половина 1950-х рр.

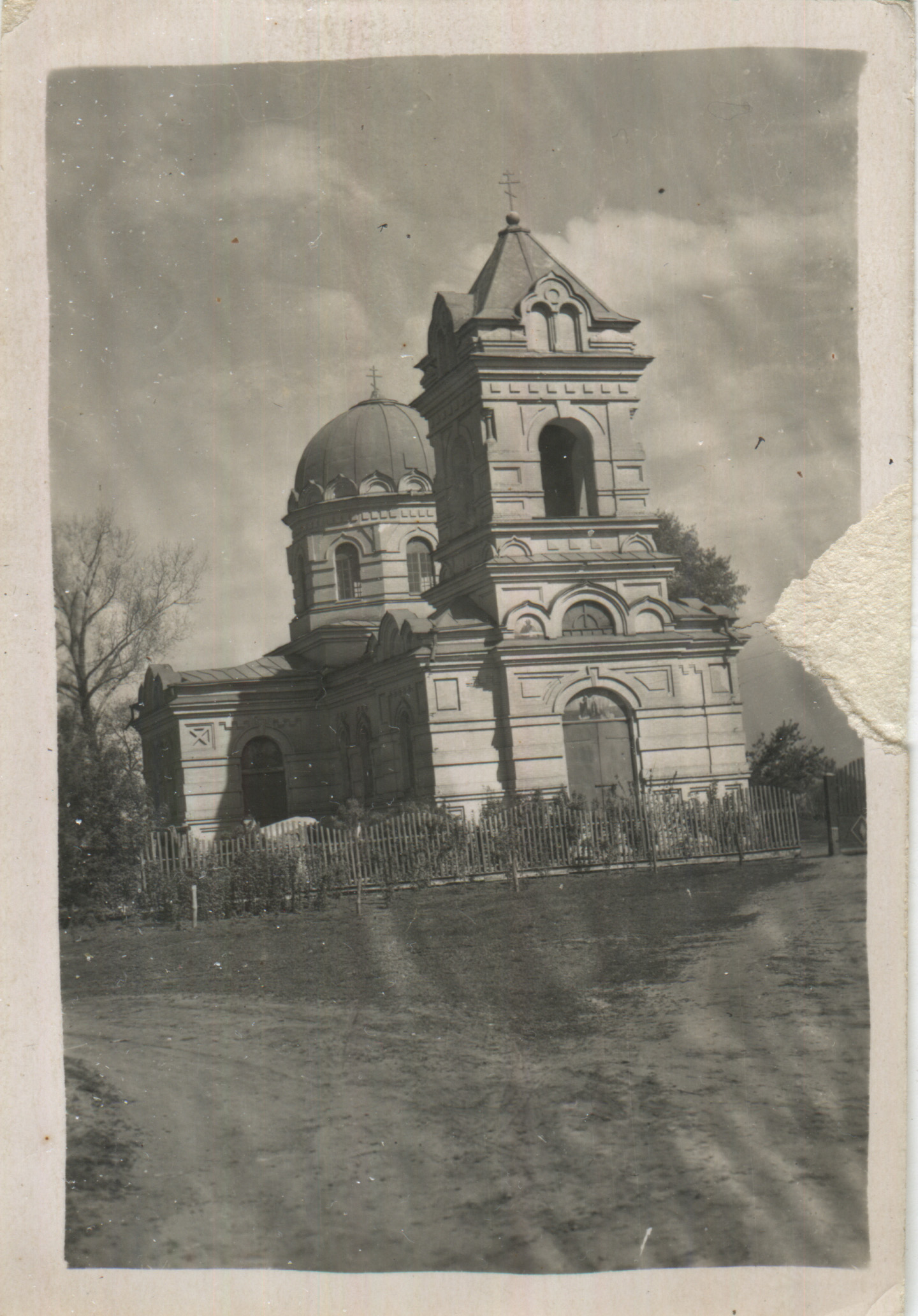
Свято-Миколаївський храм с.В'язівок 1913 року будівництва. Фото 1950-х рр.

В'язіво́к — село в Україні, у Вербківській сільській громаді Павлоградського району Дніпропетровської області. Населення за переписом 2001 року становило 1973 особи.

## Географія
Село В'язівок знаходиться на правому березі річки Самара в місці впадання в неї річок В'язівок та Бобрівки, вище за течією на відстані 4,5 км розташоване село Вербки, нижче за течією на відстані 1,5 км розташоване село Кочережки. Річка в цьому місці звивиста, утворює лимани, стариці і заболочені озера. Через село проходить автомобільна дорога Т 0422.

## Походження назви
Назва села походить від назви дерева в'яз (берест). Також через село протікає невелика річка з однойменною назвою.
Існує декілька версій походження назви села. За однією версією, ніби козаки їхали на Слобожанщину й біля невеличкої річки, що текла згори, зав'язли. Так вони й назвали ту річку, а згодом і поселення, що виникло тут. За іншою версією, за свою назву село повинне «дякувати» в'язам, які в основному росли у цій місцевості.

## Історія
Село засноване в 1775 році. Місцевість, де зливаються Самара і Вовча, у ті часи відносилась до Самарської паланки. Поселення виникло як зимівник запорізьких козаків. Відомо, що В'язівок і сусіднє село Кочережки не були кріпацькими селами. Посерелині нинішнього села було болото і лиман. Початково люди селилися під горою, а також поблизу берега Самари. Здавна населення села займалося землеробством і тваринництвом.
Станом на 1886 рік у селі, центрі В'язівської волості Павлоградського повіту Катеринославської губернії, мешкало 3386 осіб, налічувалось 664 двори, існували православна церква, школа, поштова станція та 2 лавки, відбувались 3 ярмарки на рік та базари по неділях.
Нацистські війська зайняли В'язівок 3 жовтня 1941 року.

## Населення
Згідно з переписом УРСР 1989 року чисельність наявного населення села становила 2114 осіб, з яких 933 чоловіки та 1181 жінка.
За переписом населення України 2001 року в селі мешкали 1932 особи.

### Мова
Розподіл населення за рідною мовою за даними перепису 2001 року:
| Мова       | Відсоток |
| ---------- | -------- |
| українська | 94,22 %  |
| російська  | 5,37 %   |
| білоруська | 0,15 %   |
| вірменська | 0,15 %   |
| угорська   | 0,05 %   |

## Сучасний стан
На території села є В'язівоцька загальноосвітня школа І—ІІІ ступенів, клуб, дві бібліотеки і амбулаторія. Сільській раді також підпорядковане село Веселе та раніше було підпорядковане село Кабаки, жителів якого було преселено до В'язівка через будівництво аміакопроводу.

## Пам'ятки
- Свято-Миколаївський храм 1915 року
- Поблизу села розташований ландшафтний заказник місцевого значення В'язівоцький, а також ландшафтний заказник «Межиріччя».

## Відомі особи
Уродженцями села є
- українські письменники Іван Кириленко (1902–1942) та Петро Вільховий
- Стадников Георгій Леонтійович (1880—1973) — хімік радянських часів, основні праці в області органічної хімії та вуглехімії; встановив природу сапропелітів.